# Drosica abjectella
Drosica abjectella is een vlinder uit de familie echte motten (Tineidae). De wetenschappelijke naam van deze soort is voor het eerst geldig gepubliceerd in 1863 door Francis Walker.
De soort komt voor in tropisch Afrika.